# Koninklijke Sint-Niklase Sportkring Excelsior
El Koninklijke Sint-Niklase Sportkring Excelsior fou un equip de futbol belga de la ciutat de Sint-Niklaas.

## Història
El club va ser fundat l'any 1920 amb el nom de Football Club Beerschot, canviat un any més tard canviat a Voetbalvereeniging Beerschot Sint-Niklaas. El 1922 es registrà a la federació amb el nom de Sint-Niklaassche Sportkring.
Després de la Segona Guerra Mundial el club ascendí per primer cop a la primera divisió belga i el 1947 adoptà el nom Sint-Niklaasse SK. El 1951 li fou concedit el títol de Reial esdevenint Koninklijke Sint-Niklaasse SK. Un nou canvi de nom arribà el 1974 quan es convertí en K. Sint-Niklase SK. El 1989 es fusionà amb el Royal Excelsior AC Sint-Niklaas i es convertí en K. Sint-Niklase SK Excelsior.
L'any 2000 desaparegué quan s'uní al KSC Lokeren per formar el Koninklijke Sporting Lokeren Sint-Niklaas Waasland, actual Koninklijke Sporting Club Lokeren Oost-Vlaanderen.